# Abloux
Der Abloux ist ein Fluss in Frankreich, der in den Regionen Nouvelle-Aquitaine und Centre-Val de Loire verläuft.

## Geographie

### Verlauf
Er entspringt unter dem Namen Age du Mont im Gemeindegebiet von Azerables, entwässert zunächst in Richtung Nordost, dreht dann auf Nordwest, erreicht den Regionalen Naturpark Brenne und mündet nach rund 50 Kilometern bei Grande Roche, im Gemeindegebiet von Prissac als rechter Nebenfluss in den Anglin.
Auf seinem Weg durchquert der Abloux die Départements Creuse und Indre.

### Orte am Fluss
- Bazelat
- Saint-Sébastien
- Saint-Gilles
- Saint-Civran
- Sacierges-Saint-Martin
- Prissac